# Arne-Karlsson-Park

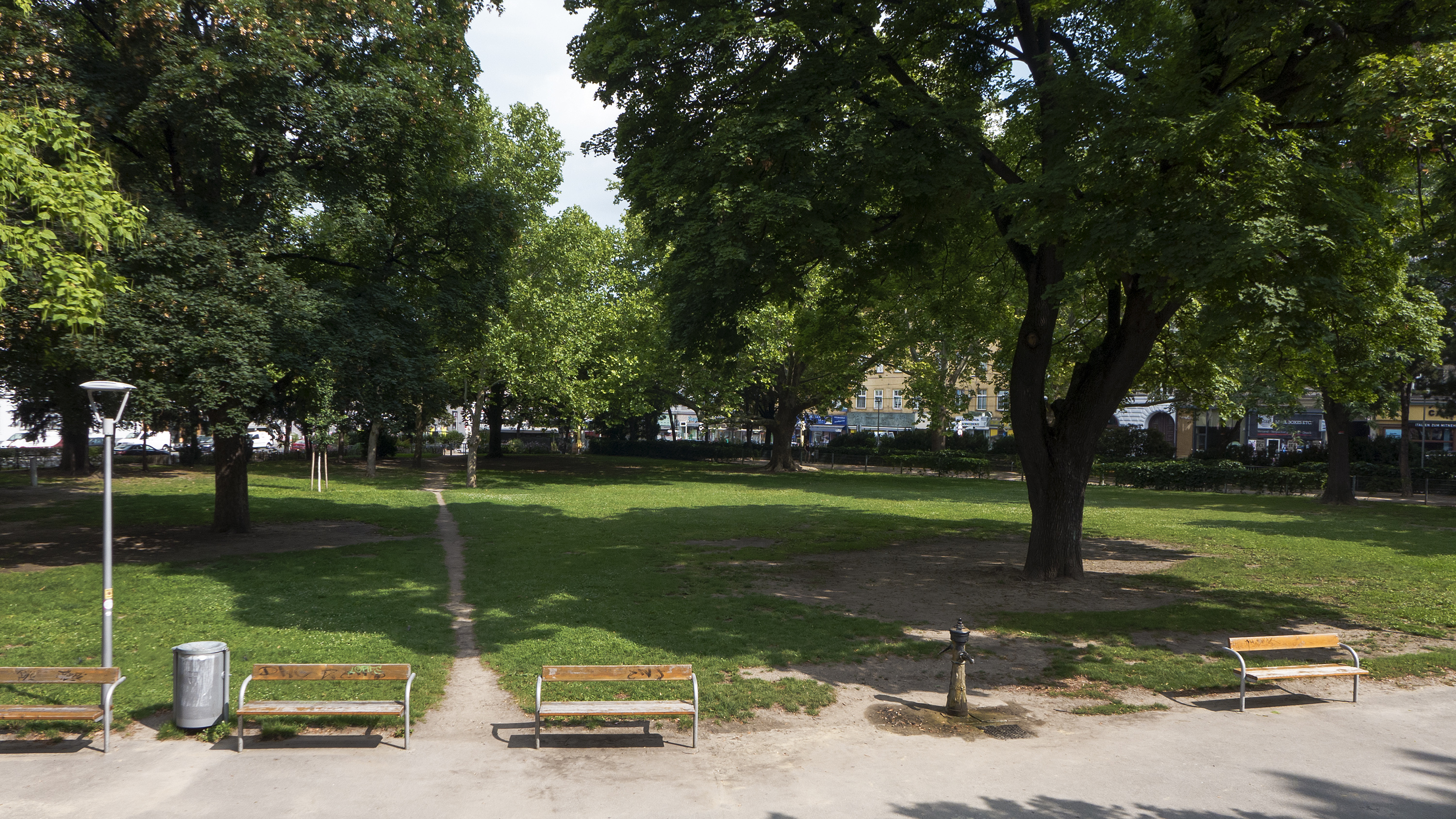
Der Arne-Karlsson-Park

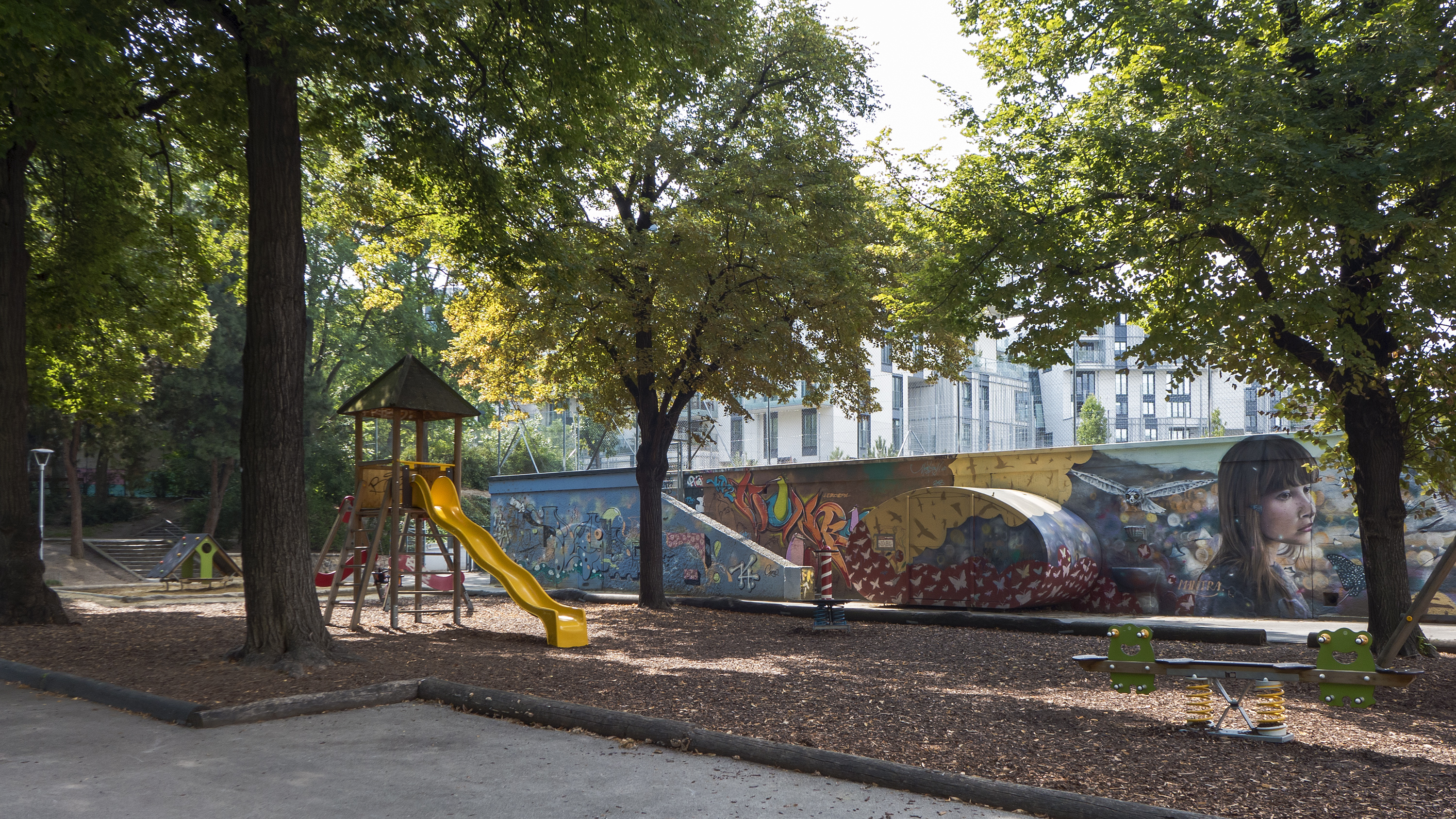
Kinderspielplatz, hinten das Aufnahmegebäude des Bunkers

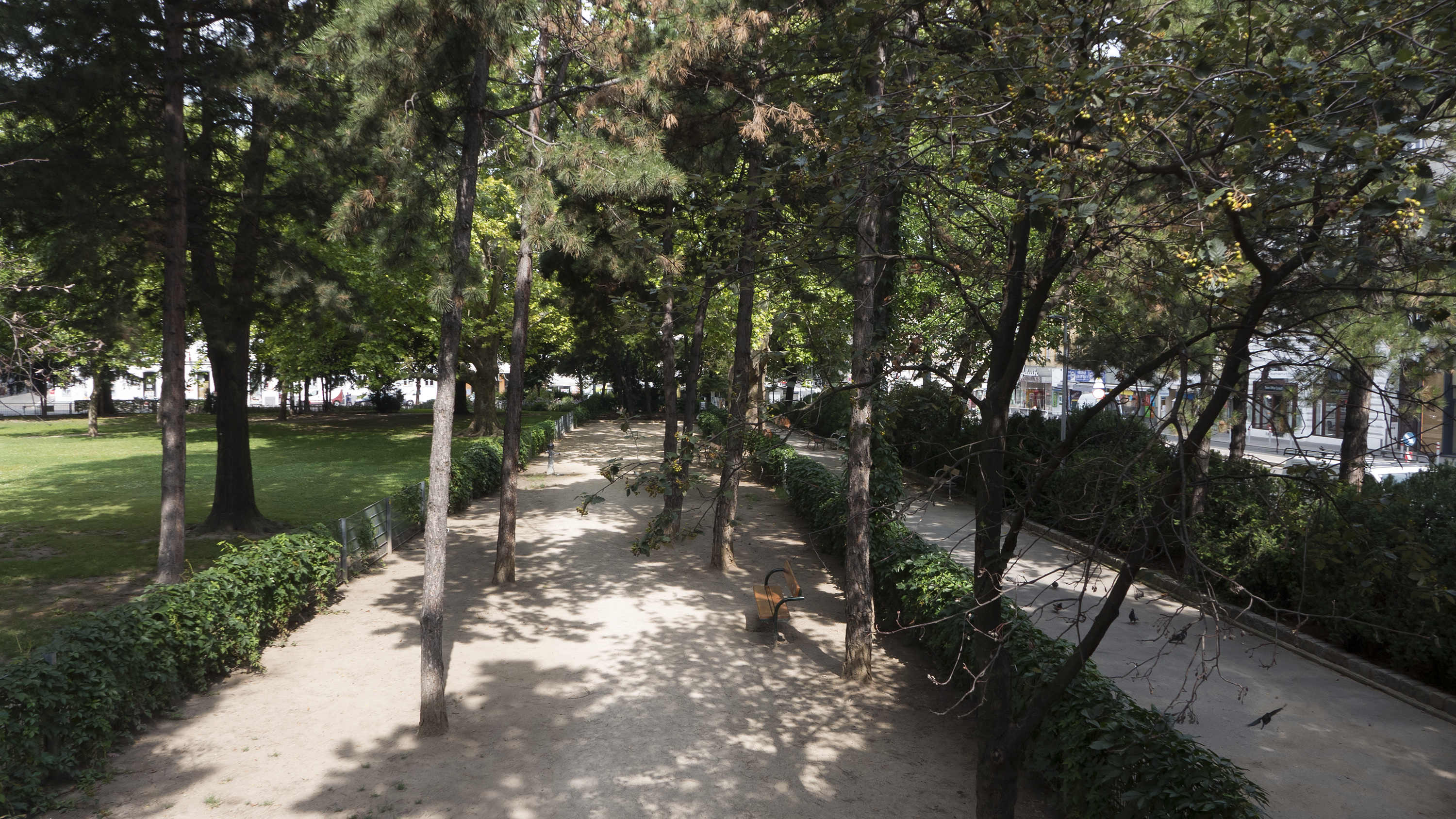
Die Hundeauslaufzone

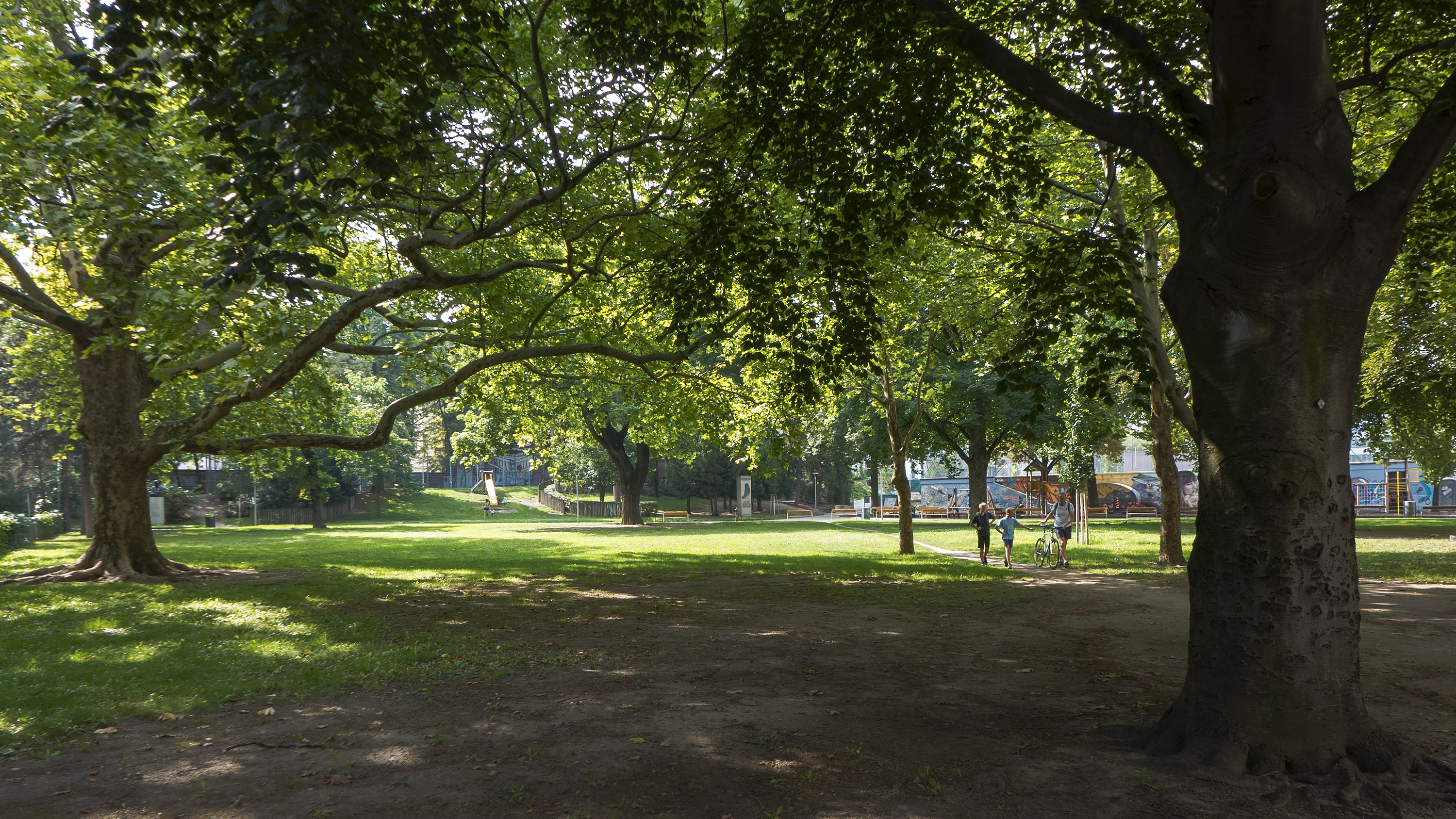
Im Park

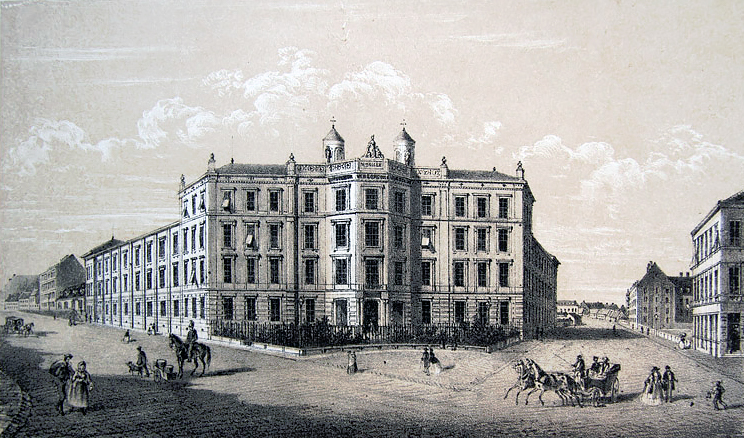
Die Bürgerversorgungs-Anstalt, 1860 (links: Währinger Straße, rechts: Spitalgasse)

Der Arne-Karlsson-Park ist mit rund 12.500 m² eine der größten Parkanlagen des 9. Wiener Gemeindebezirks Alsergrund. Er befindet sich an der Kreuzung von Spitalgasse und Währinger Straße.

## Name
Die Grünanlage wurde im Jahr ihrer Freigabe, 1932, Bürgerpark genannt, in der Folge Guido-Holzknecht-Park nach dem Radiologen und Universitätsprofessor Guido Holzknecht, dessen Büste sich im Park befindet. Am 10. Juli 1947 wurde die Anlage nach dem Schweden Arne Karlsson (1912–1947) benannt. Dieser war Mitarbeiter der schwedischen Hilfsorganisation Rädda Barnen gewesen, die Lebensmittel an die hungernde Wiener Bevölkerung verteilte. Im Rahmen seiner Hilfstätigkeit wurde Arne Karlsson am 11. Juni 1947 während einer Dienstfahrt von einem russischen Militärposten erschossen. Der Park wurde jahrzehntelang anders als die Person Arne-Carlsson-Park geschrieben, noch 2018 hielt die nahegelegene Volksoper ein Konzert zu ihrem 120-jährigen Jubiläum im mit C geschriebenen Park ab.

## Geschichte
An der Stelle des heutigen Parks befand sich das im Mittelalter gegründete Lazarett Johannes in der Siechenals sowie 1679 eine Pestgrube für etwa 1000 Seuchenopfer. Zwischen 1858 und 1860 erbaute die Stadt Wien dort nach Plänen von Ferdinand Fellner (1815–1871) ein dem Bürgerspitalfonds gehörendes Bürgerversorgungshaus (Bürgerversorgungs-Anstalt).
Ab 18. Juli 1904 wurde ein Großteil der Pfleglinge in das am 12. April 1904 eröffnete Versorgungsheim Lainz gebracht, und am 2. August des Jahres wurde mit der Demolierung (von Teilen) der Anlage begonnen.
Am 13. Juli 1927 beschloss der Wiener Gemeinderat, den Betrieb des Bürgerversorgungshauses (insbesondere aus sanitären Gründen) aufzulassen, und erteilte am 12. September 1927 den Auftrag zum Abriss. Im Juni 1928 wurden die letzten noch verbliebenen Pfleglinge in das Versorgungsheim Lainz gebracht. Am 10. September 1928 wurde der Einspruch des Bundesdenkmalamts von der zuständigen Magistratsabteilung mit der Begründung abgewiesen, dass durch die Abtragung des Gebäudes weder kulturelle noch künstlerische Interessen verletzt würden. Nach dem vollständigen Abbruch 1929 sowie dem Anfang Februar 1931 erklärten (finanzbedingten) vorläufigen Verzicht der Gemeinde auf Umsetzung eines durch Wettbewerb gefundenen Wohnungshochbauprojekts (erstprämiert: Rudolf Frass) wurde im Jahr 1932 der heutige Park angelegt.
1941 wurde mitten im Park ein 760 m² großer Luftschutzbunker errichtet. Dieser Tiefbau bestand aus 40 Kammern, ausgelegt für 300 Personen wurde er aber oft von bis zu 700 Menschen genutzt. Der Zugang zum unterirdischen Bunker erfolgte über ein parkseitiges Aufnahmegebäude, dessen Wände heute zahlreiche Graffiti zieren.
Nach dem Krieg diente der Bunker dem Stadtgartenamt (MA 42) als Lager, das jedoch langsam verfiel und 2008 wegen Baufälligkeit gesperrt werden musste. Die Anlage wurde 2008/10 renoviert und dem Bezirksmuseum Alsergrund übergeben. Der Bunker ist im Rahmen von Führungen für die Öffentlichkeit zugänglich.

## U-Bahn-Station
Im Rahmen des zweiten Teils des Ausbauprojekts Linienkreuz U2/U5 soll in den Jahren 2025 und 2028 unter dem Bereich Währinger Straße / Spitalgasse eine Station der Linie U5 entstehen. Die Detailplanungen haben im Jahr 2018 begonnen. Mit der Station werden die Straßenbahnlinien 5, 33, 37, 38, 40, 41, 42 an die U5 angebunden und die stark frequentierte U-Bahn-Station Schottentor entlastet. Rund 10.000 Menschen leben und arbeiten im Einzugsgebiet der neuen Station.
Die Nachbarstationen im Verlauf der U5 werden die U-Bahn-Station Michelbeuern und die U-Bahn-Station Frankhplatz sein.

## Kunst und Kultur im Park

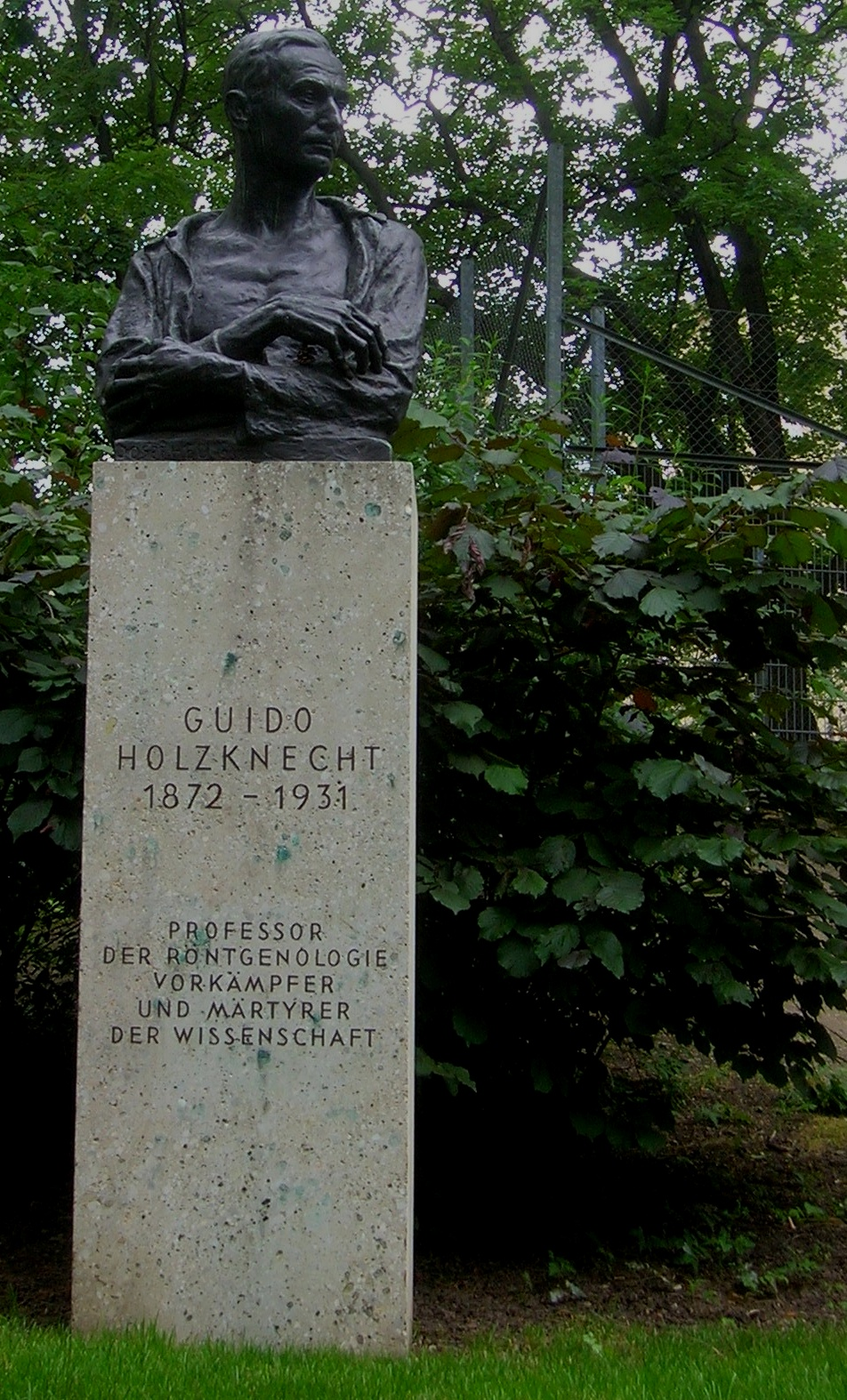
Guido Holzknecht

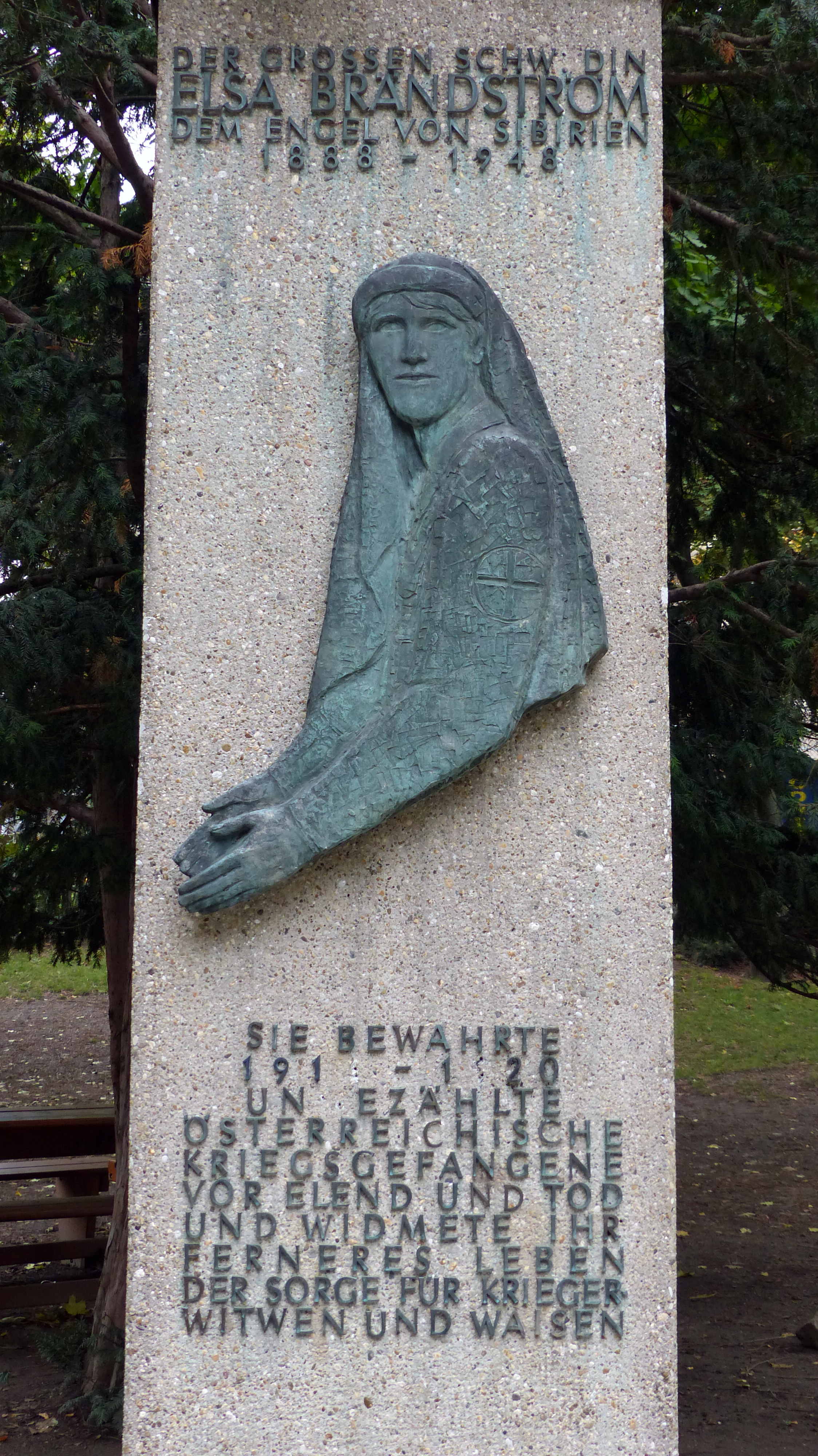
Elsa Brändström-Denkmal

- Eine Nachbildung der von Josef Heu geschaffenen, am 6. November 1932 im neuen Bürgerpark von Bürgermeister Karl Seitz enthüllten Bronzebüste des 1931 verstorbenen Röntgenologen Guido Holzknecht[13]
- Ein Wandbrunnen an der Mauer des Luftschutzbunkers, 1953 gefertigt von Mario Petrucci
- Elsa-Brändström-Denkmal der Künstler Hans Jaksch und Robert Ullmann, enthüllt 1965
- Im Erinnerungsbunker genannten Luftschutzbunker befindet sich seit 2005 die Dauerausstellung „Durch die Dunkelheit und wieder zurück“.